# Offa iz Mercije
Offa (umrl 29. julija 796 n.š.) je bil kralj Mercije, kraljestvo v anglosaški Angliji, od leta 757 do svoje smrti. Thingfrithov sin in potomec Eowe, je  na prestol prišel po državljanski vojni, ki je sledila asasinaciji Æthelbalda, ko je premagal pretendenta Beornreda. V zgodnjih letih Offovega vladanja, je verjetno, da je konsolidiral svojo kontrolo nad prebivalci "Midlands," kot na primer Hwicce in Magonsæte. Izkoristil je nestabilnost v kraljestvu Kent in se tam uveljavil kot nadgospod, ter od l. 771 kontroliral tudi Sussex, čeprav njegova vladavina ni potekala brez odpora v kateremkoli izmed kraljestev. v 80. letih 8. stoletja je izegnil "mercijsko nadvlado" preko večine južne Anglije, ter si s poroko svoje hčere Eadburh z wesseškim kraljem Beorhtricom ponovno pridobil popolno kontrolo nad jugovzhodom. Prav tako je postal nadgospod kraljestva vzhodne Anglije ter l. 794 obglavil kralja Æthelberhta II, mogoče zaradi upora. 
Offa je bil krščanski kralj, ki je prišel v spor s Cerkvijo, še posebej zaradi Jænberhta, Canterburyskega nadškofa. Offa je prepričal papeža Adriana I. za razdelitev Lichfieldske nadškofije. Motivacija za zmanjšanje moči nadškofa je mogoče bila želja po konsekraciji svojega sina Ecgfritha kot kralja, saj je mogoče, da je Jænberht zavrnil opraviti ceremonijo, ki je bila opravljena l. 787. Offa je v spor prišel tudi z opatom iz Worcestra, ki pa je prišel do sprave na brentfordskem koncilu l. 781.

Številni ohranjeni kovanci iz Offine vladavine imajo njegove elegantne upodobitve, umetniška kakovost teh podob pa presega kakovost sodobnih frankovskih kovancev. Nekateri njegovi kovanci vsebujejo podobe njegove žene Cynethryth – edine anglosaške kraljice, ki je bila kdaj upodobljena na kovancu. Ohranili so se le trije zlati kovanci Offa: eden je kopija abasidskega dinarja iz leta 774 in ima na eni strani arabsko besedilo, na drugi pa "Offa Rex." Morda so bili nakovani, da bi jih uporabili kot miloščino ali darila Rimu.
Mnogi zgodovinarji menijo, da je Offa najmočnejši anglosaški kralj pred Alfredom Velikim . Njegova prevlada se ni nikoli razširila na Northumbrio, čeprav je svojo hčer Ælfflæd leta 792 dal za zakon z nortumbrijskim kraljem Æthelredom I. Zgodovinarji so nekoč videli njegovo vladavino kot del procesa, ki je vodil v enotno Anglijo, vendar to ni več večinsko mnenje: po besedah zgodovinarja Simona Keynesa je "Offa vodila sla po oblasti, ne vizija angleške enotnosti; in kar je zapustil, je bil ugled, ne dediščina." Sin Ecgfrith ga je nasledil po smrti, vendar je vladal manj kot pet mesecev, preden je kralj postal Coenwulf iz Mercije .
1. ↑  The Wiley Blackwell Encyclopedia of Anglo-Saxon England: Lapidge/The Wiley Blackwell Encyclopedia of Anglo-Saxon England — 2 — Chichester: Wiley, 2014. — P. 348. — 583 p. — ISBN 978-0-470-65632-7, 978-1-118-31606-1 — doi:10.1002/9781118316061